# О кооперации
О коопера́ции — работа В. И. Ленина, излагавшая план переустройства сельского хозяйства на социалистических началах. Ленинский кооперативный план предполагал постепенное добровольное объединение мелких частных владений в крупные коллективные хозяйства, которое должно было происходить путём создания необходимой технической и культурной базы для проведения коллективизации.

## История текста
В ноябре 1922 года председатель Центросоюза Л. М. Хинчук посчитал, что вопросы государственного финансирования мало затрагивают интересы кооперации, и направил письмо председателю Совнаркома в защиту своей позиции. Ленин собирался затронуть эту проблему в своём выступлении на X Всероссийском съезде Советов, но не смог сделать это по состоянию здоровья. В январе 1923 года руководителю советского государства был передан ряд книг по кооперации.
Согласно официальной версии, первая часть статьи была написана 4 января, а вторая — через день. Однако между данными врачей и секретарей есть существенные несоответствия: врачебные дневники отрицают работу над последним отрывком; также неизвестно, кто из стенографисток и когда печатала статью. Разбор диктовок показал, что существовало два варианта записок, обоими из которых Ленин остался недоволен. Таким образом, известный читателю текст представляет собой компиляцию двух стенографий. Название «О кооперации» впервые фигурирует лишь в публикации «Правды».
Текст работы был надиктован 4—6 января 1923 года, после чего передан Н. К. Крупской в ЦК РКП(б) в мае того же года. Статья «О кооперации» была впервые опубликована 26 и 27 мая 1923 года в газете «Правда» № 115 и 116. Концепция кооперации, изложенная в источнике, легла в основу резолюции XIII съезда РКП(б) «О кооперации» и «О работе в деревне».

## Основные идеи
Необходимость преодоления многоукладного характера экономики и ликвидации мелкотоварного производства диктует важность перевода крестьянских хозяйств на социалистический путь развития. В этой связи огромное значение приобретает кооперация, которая позволяет проложить путь к социализму в деревне наиболее простым и лёгким путём. В ходе кооперирования небольшие крестьянские хозяйства устанавливают экономические отношения не только друг с другом, но и с городом, что укрепляет их смычку. Государство в этой связи должно всеми силами способствовать кооперации: поддерживать её идейно и организационно, предоставлять артелям имущественные льготы и сельскохозяйственную технику. Кооперирование должно быть добровольным делом, проводиться методами разъяснения и убеждения. Крестьянство должно стать настолько цивилизованным и грамотным, чтобы оно поняло выгоды от поголовного участия в кооперации.
А строй цивилизованных кооператоров при общественной собственности на средства производства, при классовой победе пролетариата над буржуазией — это есть строй социализма.

## Оценки
- А. Н. Яковлев и Р. Такер считают, что в этой статье высказана отличающаяся от мнений Карла Маркса и Фридриха Энгельса точка зрения на способ соединения личного интереса с общественным, так как они были противниками представлений старых кооператоров (Фурье, Консидерана, Сен-Симона)[9][10].

- Е. Н. Стеллиферовская полемизирует с американскими советологами, полагающими, что в этой статье был обоснован отказ от коллективизации. Она свидетельствует, что Ленин продолжал рассматривать колхозы как высшую форму крестьянской кооперации[11].

- В. А. Сахаров говорит, что позиция Ленина, излагаемая в записках, является антитроцкистской по существу, поскольку предполагает смычку города и деревни на базе НЭПа, а не на плановых условиях[12].